# 我路駅
我路駅（がろえき）は、かつて北海道美唄市我路（現・美唄市我路町2条）に存在した三菱鉱業美唄鉄道線（美唄鉄道）の駅（廃駅）である。

## 概要
1972年（昭和47年）5月31日まで運行していた三菱鉱業美唄鉄道線（美唄鉄道）の鉄道駅であり、美唄駅から5番目の駅であった。美唄市の我路地区に位置し、当鉄道が運用されていた頃は我路地区住民の最寄の駅となっており、駅舎も設置されていた。
当鉄道が敷かれる前からこの地区には炭鉱に従事する人々が集まって小市街を形成しはじめていた。このため鉄道が敷かれた当初より駅が置かれたが、これによりさらに人々が集まり、はじめはバラック作りではあったが、この市街の急速な発展は当時の人々を驚かせるほどであった。また、我路という地名は初代炭鉱長が付けたとされ、それが駅名になった。
廃止後は、駅舎は保存されず、1973年（昭和48年）にこの地域に最後まで残っていた北菱産業の我路炭鉱の閉山もあり、主力炭鉱閉山の相次いだ1960年代以降も残っていた周辺地域の住民の多くがこの地を離れた。

## 歴史
- 1914年（大正3年）11月5日：石狩石炭美唄軽便鉄道運行開始に伴い当駅（停車場）開設。
- 1915年（大正4年）10月11日：（三菱合資系）美唄鉄道の駅となる。
- 1950年（昭和25年）4月25日：三菱鉱業美唄鉄道の駅となる。
- 1965年（昭和40年）10月15日：委託駅となる。
- 1970年（昭和45年）10月1日：無人化。
- 1972年（昭和47年）6月1日：三菱鉱業美唄鉄道線廃止により廃駅。

## 駅構造
駅舎は美唄炭山に向かって左側（北側）にあり、単式ホーム1面1線を有した。1962年（昭和37年）時点で既に側線は無く、以降も廃線まで無かったが、1924年（大正13年）の市街図には美唄炭山側の北側に、市街路と道で繋がる小さな貨物積卸場や隣接する倉庫と共に美唄炭山側から分岐してホーム端までの側線が描かれている。その一方、常盤台まで延伸する前の状況と思われる図には、駅舎は無くホームが南側に描かれたものがあるが、事実関係は不明。

## 利用状況
| 乗車人員推移 | 乗車人員推移 |
| 年度         | 1日平均人数  |
| ------------ | ------------ |
| 1951         | 901          |
| 1960         | 666          |
| 1965         | 187          |
| 1966         | 283          |

## その他
- アクセス

我路地区において、美唄市民バスの定期バスは現在廃止されており、乗合タクシーを利用することとなっている。
- 我路地区

かつては、3万人の人口の東美唄地区の商店街であった。1940年（昭和15年）頃には、三階建ての旅館があった。昭和30年代でも、2,500人が我路地区に住み、店が100件以上あった。

## 隣の駅
三菱鉱業
美唄鉄道線
盤の沢駅 - 我路駅 - 美唄炭山駅